# دان وليامز
دان وليامز (بالإنجليزية: Dan Williams)‏ هو سياسي أمريكي، ولد في 6 يونيو 1942 بمقاطعة ليمستون في الولايات المتحدة، وتوفي في 1 يوليو 2015 في نفس البلد. حزبياً، نشط في الحزب الجمهوري. وقد انتخب عضو مجلس نواب ألاباما (نوفمبر 2010 – 1 يوليو 2015) وانتخب عمدة آثنز (1992 – نوفمبر 2010).